# Bellefontaine (Namen)
Bellefontaine is een plaats en deelgemeente van de Belgische gemeente Bièvre. Bellefontaine ligt in de provincie Namen en was tot 1 januari 1965, toen het deel ging uitmaken van de gemeente Monceau-en-Ardenne, een zelfstandige gemeente.

## Demografische ontwikkeling
- Bronnen:NIS, Opm:1831 tot en met 1961=volkstellingen

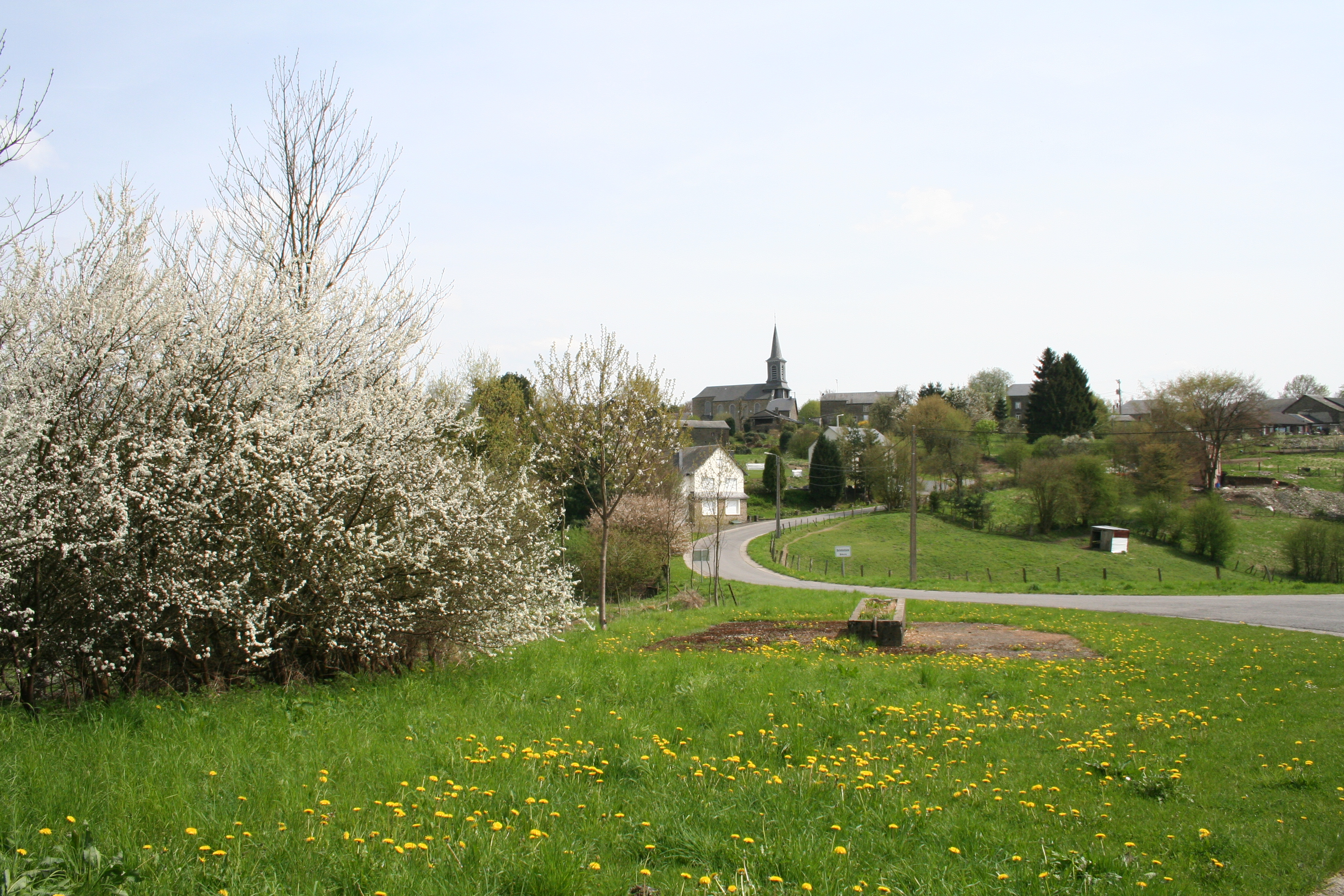
Het dorp in de lente

Deelgemeenten: Baillamont · Bellefontaine · Bièvre · Cornimont · Graide · Gros-Fays · Monceau-en-Ardenne · Naomé · Oizy · Petit-Fays

Overige kern: Six-Planes

Belgische gemeenten · Arrondissement Dinant · provincie Namen · Wallonië